# Carex riloensis
Carex riloensis là một loài thực vật có hoa trong họ Cói. Loài này được Stoeva & E.D.Popova mô tả khoa học đầu tiên năm 1993.